# ФК Омарска
ФК Омарска је фудбалски клуб из Омарске који се у сезони 2021/22. такмичи у Првој лиги Републике Српске.

## Историја
ФК Омарска је основана 1973. године. Клуб су основали омладинци са подручја Омарске уз подршку Пољопромета. Треба истаћи чланове иницијативног одбора који су 1973. године основали клуб. То су били: Милан Анђић, Тимарац Светозар, Шиљеговић Жаре, Коњевић Драго, Гаврановић Илија, Церић Мидхат и Пушац Бране Лера, коме многи приписују далеко највеће заслуге за оснивање клуба. Први тренер Омарске је био Романић Драго, а први капитен екипе Гаврановић Милорад. Тог љета су омладинци овог подручја несебичним залагањем уредили терен на мјесту гђе се налази и дан данас. Пољопромет је обезбједио камион, а играчи и симпатизери су грађу за голове и дрвену ограду усјекли у реону Бенковца на Козари. Прве стативе су дакле биле дрвене четвртасте, али је најбитније да су стативе и сам терен већ тада позиционарини на мјесто гдје се са малим одступањем налазе и дан данас.
Прије почетка првенства Омарска је одиграла неколико пријатељских утакмица са Братством из Козарца, загребачким студентима, Слогом из Ивањске (данас Поткозарје) и ОФК Приједором. Обзиром да није постојала Општинска лига Приједор, клуб се почео такмичити у Oпштинској лиги Бања Лука.

## Наступи у лигама Републике Српске
- Прва лига Републике Српске у фудбалу 2021/22. (. место)
- Друга лига Републике Српске у фудбалу  2020/21. (1. место)
- Друга лига Републике Српске у фудбалу  2019/20. (8. место)
- Друга лига Републике Српске у фудбалу  2018/19. (8. место)
- Друга лига Републике Српске у фудбалу  2017/18. (8. место)
- Друга лига Републике Српске у фудбалу  2016/17. (3. место)
- Друга лига Републике Српске у фудбалу  2015/16. (2. место)
- Друга лига Републике Српске у фудбалу  2014/15. (3. место)
- Друга лига Републике Српске у фудбалу  2013/14. (6. место)
- Регионална лига Републике Српске у фудбалу   2012/13. (1. место)
- Регионална лига Републике Српске у фудбалу   2011/12. (4. место)
- Друга лига Републике Српске у фудбалу — Запад 2010/11. (14. место)
- Друга лига Републике Српске у фудбалу — Запад 2009/10. (7. место)
- Друга лига Републике Српске у фудбалу — Запад 2008/09. (11. место)
- Подручна лига Републике Српске у фудбалу  2007/08. (1. место)
- Подручна лига Републике Српске у фудбалу  2006/07. (3. место)
- Друга лига Републике Српске у фудбалу  2005/06. (15. место)
- Подручна лига Републике Српске у фудбалу  2004/05. (1. место)
- Друга лига Републике Српске у фудбалу  2003/04. (14. место)
- Друга лига Републике Српске у фудбалу  2002/03. (15. место)
- Подручна лига Републике Српске у фудбалу  2001/02. (1. место)
- Друга лига Републике Српске у фудбалу 2000/01. (15. место)
- Подручна лига Републике Српске у фудбалу  1999/00. (1. место)
- Друга лига Републике Српске у фудбалу 1998/99. (15. место)
- Друга лига Републике Српске у фудбалу  1997/98. (6. место)
- Друга лига Републике Српске у фудбалу  1996/97. (3. место)
- Друга лига Републике Српске у фудбалу  1995/96. (4. место)

## Наступи у лигама СФРЈ
- Регионална фудбалска лига-Бања Лука 1991/92. (4. место - прекид лиге)
- Регионална фудбалска лига-Бања Лука 1990/91. (14. место)
- Међуопштинска фудбалска лига,група Запад- Бања Лука 1989/90. (6. место)
- Међуопштинска фудбалска лига,група Запад- Бања Лука 1988/89. (6. место)
- Регионална фудбалска лига БиХ-Запад 1987/88. (13. место)
- Регионална фудбалска лига БиХ-Запад 1986/87. (14. место)
- Међуопштинска фудбалска лига-Бања Лука 1985/86. (1. место)
- Међуопштинска фудбалска лига-Бања Лука 1984/85. (2. место)
- Међуопштинска фудбалска лига-Бања Лука 1983/84. (2. место)
- Међуопштинска фудбалска лига-Бања Лука 1982/83. (7. место)
- Међуопштинска фудбалска лига-Бања Лука 1981/82. (7. место)
- Међуопштинска фудбалска лига-Бања Лука 1980/81. (9. место)
- Међуопштинска фудбалска лига-Бања Лука 1979/80. (7. место)
- Групна фудбалска лига, група Б-Бања Лука 1978/79. (1. место)
- Подручна фудбалска лига, група Б-Бања Лука 1977/78. (5. место)
- Општинска фудбалска лига- Приједор 1976/77. (1. место)
- Општинска фудбалска лига- Приједор 1975/76. (2. место)
- Општинска фудбалска лига-Бања Лука 1974/75. (4. место)
- Општинска фудбалска лига-Бања Лука 1973/74. (7. место)

## Освојена првенства
- Друга лига Републике Српске у фудбалу 2020/21.
- Регионална лига Републике Српске у фудбалу 2012/13.
- Подручна лига Републике Српске у фудбалу 2007/08.
- Подручна лига Републике Српске у фудбалу 2004/05.
- Подручна лига Републике Српске у фудбалу 2001/02.
- Подручна лига Републике Српске у фудбалу 1999/00.
- Међуопштинска фудбалска лига - Бања Лука 1985/86.
- Групна фудбалска лига, група Б - Бања Лука 1978/79.
- Општинска фудбалска лига - Приједор 1976/77.